# Imparziale

Foto di un imparziale: fotogramma dal film La classe operaia va in paradiso

L'imparziale è un marchingegno presente all'uscita di alcune fabbriche. Esso è munito di due luci, una verde ed una rossa. Ogni operaio, al momento dell'uscita dalla fabbrica alla fine del turno di lavoro, deve schiacciare un pulsante: se si accende la luce verde allora egli può andare via indisturbato, se si accende la luce rossa invece deve fermarsi ed essere perquisito, per controllare che non abbia portato con sé oggetti relativi al lavoro. Il nome "imparziale" deriva dal fatto che la luce rossa si accende casualmente di tanto in tanto. 

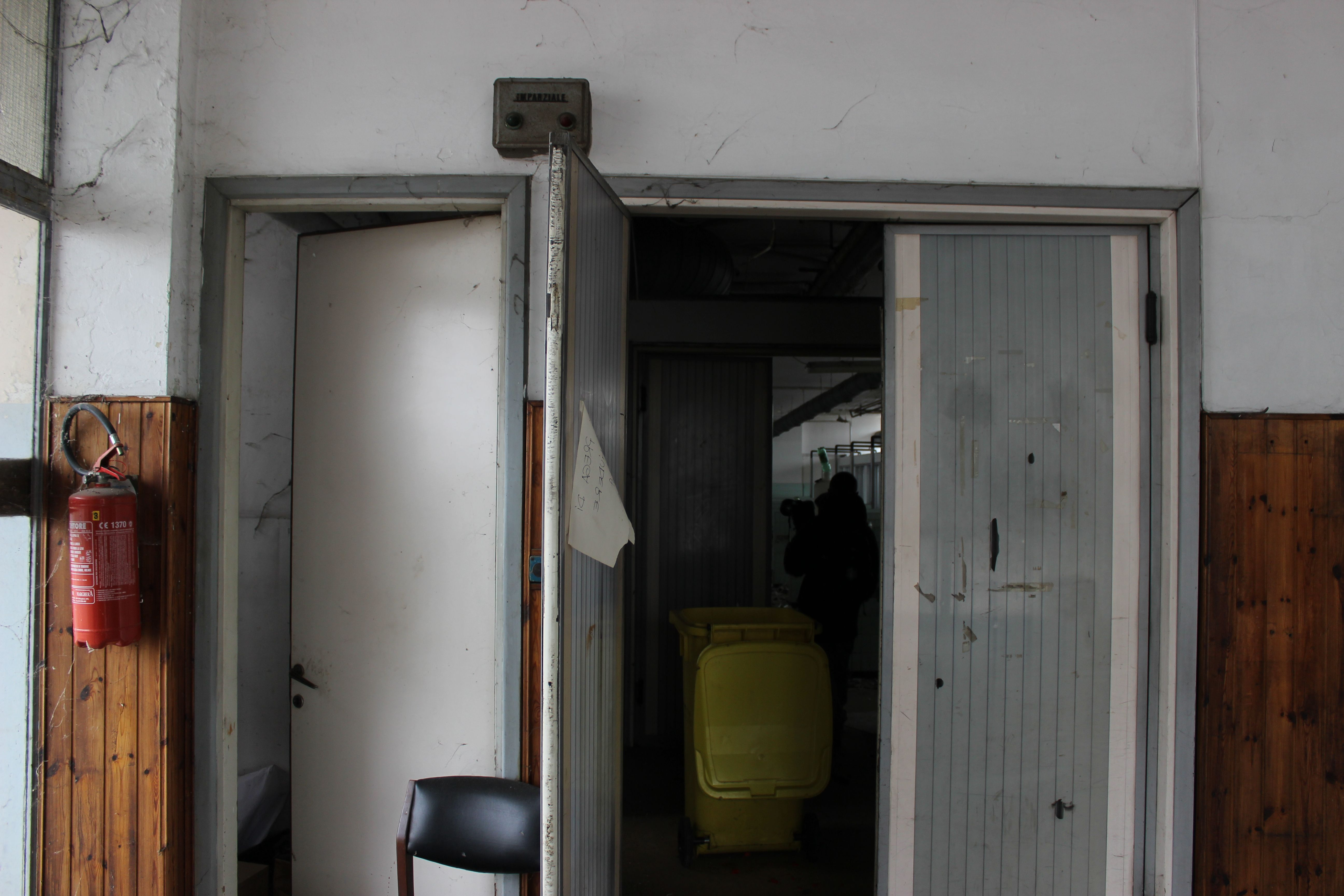
Imparziale all'uscita di uno spogliatoio

## Origini e storia
Questo apparecchio, ormai quasi scomparso, era ancora presente, almeno fino al 2002, nelle fabbriche della Piaggio.

## L'imparziale nel cinema
Questo oggetto appare nel film La classe operaia va in paradiso: il protagonista Ludovico "Lulù" Massa (Gian Maria Volonté), operaio ormai ribelle, rifiuta di farsi perquisire nonostante al suo passaggio si sia accesa la luce rossa dell'imparziale.
È presente e visibile anche nell'episodio Renzo e Luciana del film Boccaccio '70.